# 下呂溫泉

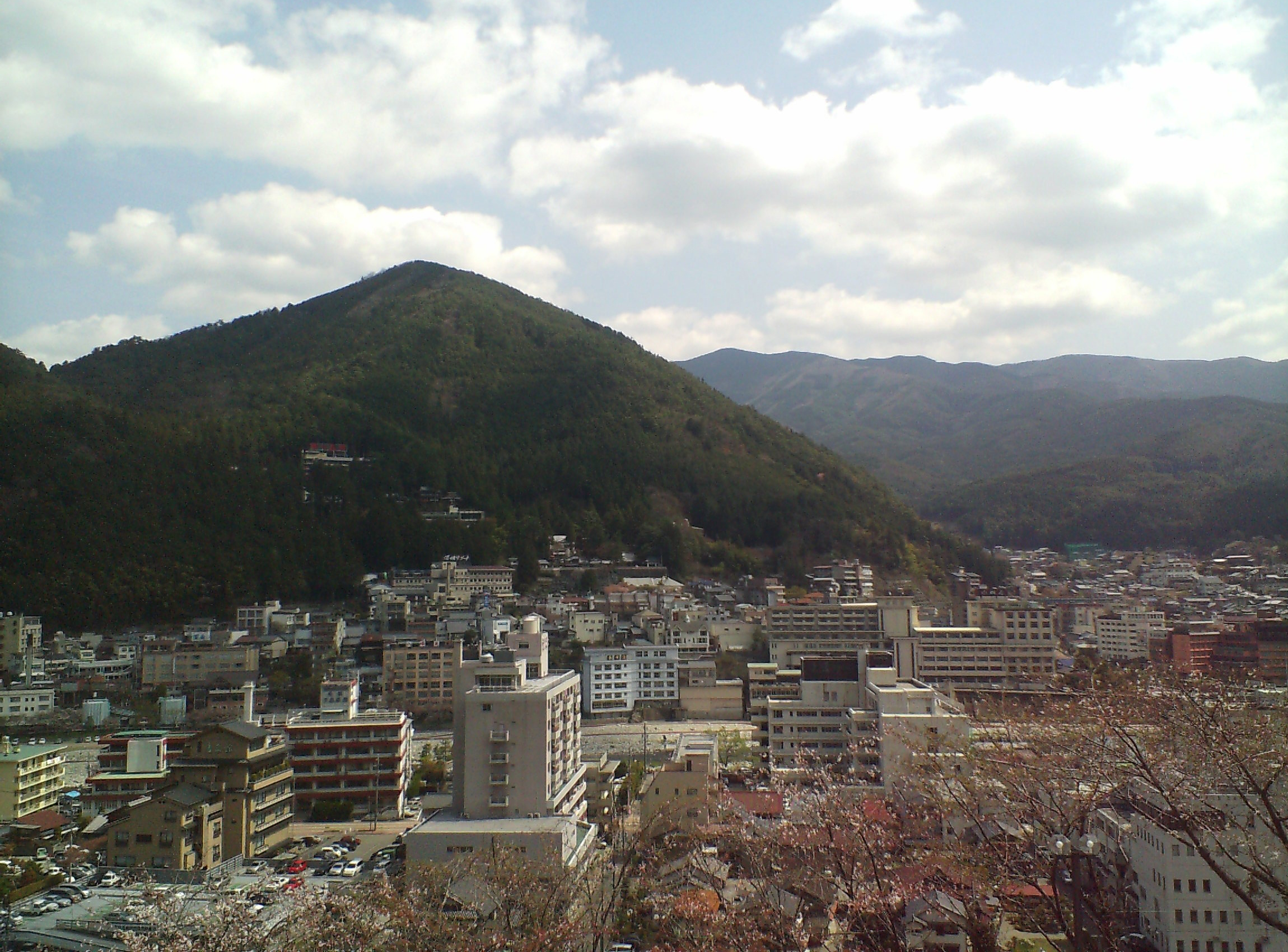
下呂溫泉街

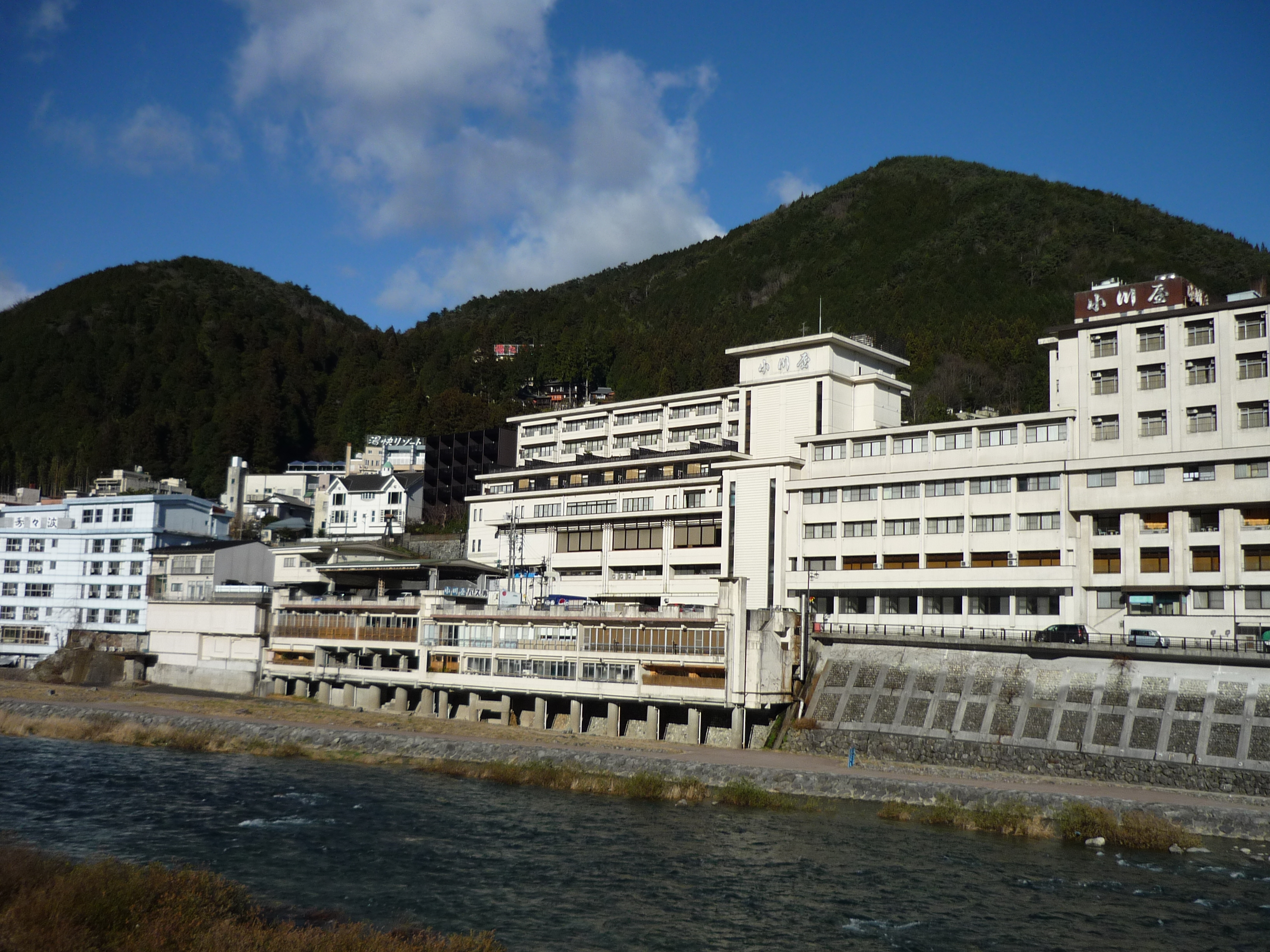
下呂溫泉街

下呂溫泉（日语：／）是岐阜縣下呂市的溫泉。林羅山將此溫泉和有馬溫泉、草津溫泉合稱日本三名泉。

## 泉質
- 鹼性單純溫泉

## 溫泉街
從下呂車站沿飛驒川（益田川）為中心，旅館・飯店林立。

## 關連項目
- 溫泉、溫泉街、溫泉番付、日本溫泉列表、名湯百選

## 外部連結
- 下呂溫泉観光協会（页面存档备份，存于）
- 下呂溫泉旅館協同組合（页面存档备份，存于）